# Trachypodopsis auriculata
Trachypodopsis auriculata är en bladmossart som beskrevs av Fleischer 1906. Trachypodopsis auriculata ingår i släktet Trachypodopsis och familjen Trachypodaceae. Inga underarter finns listade i Catalogue of Life.